# 田孟淑
田孟淑（1934年10月1日—），台湾党外运动参与者，人称田媽媽。在國民黨一黨專政時代，与先生田朝明在生活裡實踐聖雄甘地的不合作運動，因對受難者疏財仗義而贏得尊敬。詳見紀錄片《牽阮的手》。
1979年9月8日，《美麗島雜誌》在臺北市中泰賓館舉辦創刊酒會，突然被保安警察重重包圍，有人喊著要歌手楊祖珺唱她的歌〈美麗島〉帶領大家衝出去，於是楊祖珺帶領大家唱〈美麗島〉，沒想到田孟淑在楊祖珺背後用臺灣閩南語罵「莫唱彼豬仔歌啦」，楊祖珺十分不滿；2012年1月，楊祖珺提到此事，並說「民進黨是我們一手催生的；可是對現在的路線和福佬沙文主義，我痛恨死了」，暗批田孟淑是福佬沙文主義者。

## 家庭
先生田朝明是著名的黨外醫師。育有兩男兩女。大女兒田秋堇為第5至6屆監察委員。